# Ulrich Knapp
Ulrich Knapp (* 1956 in Stuttgart) ist ein deutscher Kunsthistoriker und Jurist.

## Werdegang
Ulrich Knapp studierte Rechtswissenschaften und Kunstgeschichte. Promoviert wurde er 1993 an der Universität Tübingen mit einer Arbeit über die Zisterzienserabtei Salem. 1997 bis 2000 war er kommissarischer Leiter des Dommuseums in Hildesheim, wo er insbesondere für die Bestandsbearbeitung und Ausstellungen verantwortlich zeichnete. Seitdem ist er als selbstständiger Kunsthistoriker und zugelassener Anwalt in Leonberg tätig.
Knapp ist vor allem als Erforscher mittelalterlicher und barocker Bauten in Südwestdeutschland aktiv. Darüber hinaus befasst er sich mit Goldschmiede- und Silberarbeiten, Skulpturen und Gestühlen. Aus seinen Arbeiten gingen mehrere Kunstführer hervor, u. a. zur Wallfahrtskirche Birnau, Schlosskirche Meersburg, der Remigiuskirche in Bondorf, der Stadtkirche in Bad Wimpfen, dem Zisterzienserkloster Salem und St. Paul in Esslingen am Neckar.

## Veröffentlichungen (Auswahl)
- Die Wallfahrtskirche Birnau – Planungs- und Baugeschichte. Katalog der Planzeichnungen und Überblick über die Baugeschichte. Gessler, Friedrichshafen 1989, ISBN 3-922137-58-X.
- Joseph Anton Feuchtmayer. 1696–1770. Stadler, Konstanz 1996.
- Das Kloster Maulbronn. Geschichte und Baugeschichte. Wissenschaftliche Buchgesellschaft, Darmstadt 1997.
- (Hrsg.): Barocker Silber (= Kataloge des Dom-Museums Hildesheim. Band 1). Imhof, Petersberg 1998.
- (Hrsg.): Der Hildesheimer Dom. Zerstörung und Wiederaufbau (= Kataloge des Dom-Museums Hildesheim. Band 2). Imhof, Petersberg 1999.
- Das Hildesheimer Dom-Museum 1998–2000. In: Die Diözese Hildesheim. Band 67, 1999, S. 295–299.
- (Hrsg.): „Ego sum Hildensemensis“. Bischof, Domkapitel und Dom in Hildesheim 815 bis 1810 (= Kataloge des Dom-Museums Hildesheim. Band 3). Imhof, Petersberg 2000.
- Beobachtungen zur Baugeschichte der Klosterkirche bis zur Einführung der Reformation. In: Landesdenkmalamt Baden-Württemberg (Hrsg.): Alpirsbach. Zur Geschichte von Kloster und Stadt (= Forschungen und Berichte der Bau- und Kunstdenkmalpflege in Baden-Württemberg. Band 10). Theiss, Stuttgart 2001, S. 87–137.
- Ottonische Architektur. Überlegungen zu einer Geschichte der Architektur während der Herrschaft der Ottonen. In: Klaus Gereon Beuckers, Johannes Cramer, Michael Imhof (Hrsg.): Die Ottonen. Kunst – Architektur – Geschichte. Wissenschaftliche Buchgesellschaft, Darmstadt 2002, S. 205–258.
- Salem. Die Gebäude der ehemaligen Zisterzienserabtei und ihre Ausstattung (= Forschungen und Berichte der Bau- und Kunstdenkmalpflege in Baden-Württemberg. Band 11). Theiss, Stuttgart 2004.
- Der Baubestand der Klosterkirche Lorch. In: Felix Heinzer (Hrsg.): 900 Jahre Kloster Lorch. Eine staufische Gründung vom Aufbruch zur Reform (= Veröffentlichungen der Kommission für Geschichtliche Landeskunde in Baden-Württemberg). Kohlhammer, Stuttgart 2004, S. 71–98.
- Stätten deutscher Kaiser und Könige im Mittelalter. Wissenschaftliche Buchgesellschaft, Darmstadt 2008.
- Auf den Spuren der Mönche. Bauliche Zeugen der Zisterzienserabtei Salem zwischen Neckar und Bodensee. Schnell & Steiner, Regensburg 2009.
- Der salische Neubau von St. Maria im Kapitol zu Köln. Eine kritische Revision. In: Colonia Romanica. Band 24, 2009, S. 71–105.
- Der Kaisersaal der ehemaligen Freien Reichsabtei Salem. Imhof, Petersberg 2013.
- Die Zisterzienser und das Wasser. Unter besonderer Berücksichtigung der Abteien Bebenhausen, Maulbronn und Salem. Imhof, Petersberg 2020.
- Die Klosterkirche Preetz. Beobachtungen zur Baugeschichte (= Forschungen zu Kloster und Stift Preetz. Band 1). Ludwig, Kiel 2023.